# Premier de Tokio 2018
El Toray Pan Pacific Open 2018 fue un torneo de tenis jugado en canchas duras indoor. Fue la 35.ª edición del Toray Pan Pacific Open, y formó parte de la Serie Premier del WTA Tour 2018. Se llevó a cabo en la Arena Tachikawa Tachihi de Tokio (Japón) del 17 al 23 de septiembre de 2018.

## Distribución de puntos
| Modalidad           | Campeona | Finalista | Semifinales | Cuartos de final | 2ª ronda | 1ª ronda | Clasificadas | 3ª ronda de clasificación | 2ª ronda de clasificación | 1ª ronda de clasificación |
| Individual femenino | 470      | 305       | 185         | 100              | 55       | 1        | 25           | 18                        | 13                        | 1                         |
| Dobles femenino     | 470      | 305       | 185         | 100              | -        | 1        | -            | -                         | -                         | -                         |

## Cabezas de serie

### Individuales femenino
| Tenista            | Ranking | Preclasificada |
| Caroline Wozniacki | 2       | 1              |
| Caroline Garcia    | 4       | 2              |
| Naomi Osaka        | 7       | 3              |
| Karolína Plíšková  | 8       | 4              |
| Sloane Stephens    | 9       | 5              |
| Garbiñe Muguruza   | 14      | 6              |
| Ashleigh Barty     | 17      | 7              |
| Barbora Strýcová   | 25      | 8              |

- Ranking del 10 de septiembre de 2018.[3]

### Dobles femenino
| Tenista                            | Ranking | Preclasificada |
| Andrea Hlaváčková Barbora Strýcová | 18      | 1              |
| Gabriela Dabrowski Yifan Xu        | 27      | 2              |
| Hao-Ching Chan Zhaoxuan Yang       | 48      | 3              |
| Raquel Atawo Anna-Lena Grönefeld   | 59      | 4              |

## Campeonas

### Individual femenino
Karolína Plíšková venció a  Naomi Osaka por 6-4, 6-4

### Dobles femenino
Miyu Kato /  Makoto Ninomiya vencieron a  Andrea Hlaváčková /  Barbora Strýcová por 6-4, 6-4